# Miskolczi László (labdarúgó)
Miskolczi László (Nyíregyháza, 1986. március 12. –) magyar labdarúgó, jelenleg a Kisvárda FC játékosa.

## Sikerei, díjai
Nyíregyháza Spartacus
- Magyar bajnokság – NB II
  - bajnok: 2006–07

 Paksi FC
- Magyar bajnokság
  - 2.: 2010–11